# Lipotriches aurifrons
Lipotriches aurifrons là một loài Hymenoptera trong họ Halictidae. Loài này được Smith mô tả khoa học năm 1853.